# ファット・アクセプタンス運動

「Jag tänker på mig själv – Växjö [私は自分自身のことを考えている - ベクショー]」マリアンヌ・リンドバーグ・デ・ヘール、2005年、スウェーデン・ベクショーの美術館（コンストハレン）。スリムな女性と豊満な女性を描いたこの作品は、議論の的になっており、2006年に両方の像が破壊され、修復された。

ファット・アクセプタンス運動（ファット・アクセプタンスうんどう、肥満受容運動、英語: The fat acceptance movement）は、肥満への社会的偏見の解消を目指す社会運動である。
議論の的となる分野には、肥満の人への美的、法的、医学的アプローチがある。
ファット・アクセプタンス運動は1960年代後半に始まった。この運動は、政治的役割に加えて、メンバーの社会的集団として機能する。また、健康的でないと批判されており、「健康に深刻な影響を及ぼす可能性のあるライフスタイルを推進している」と非難する者もいる。

## 歴史

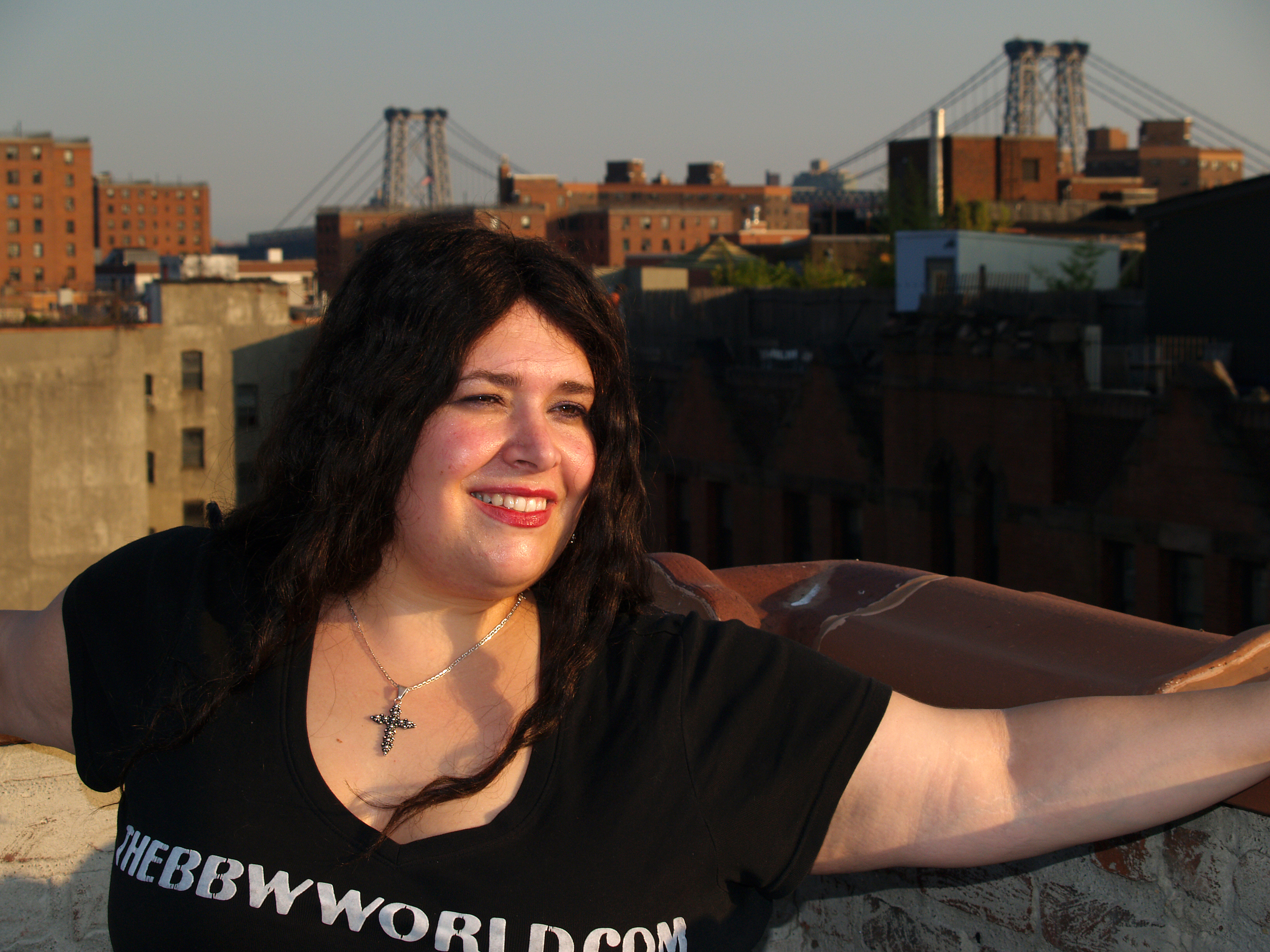
ドキュメンタリー映画監督のキラ・ネルスカヤが、映画『The BBW World: Under the Fat!』を2008年に発表した。